# IC 4809
IC 4809 ist eine Spiralgalaxie vom Hubble-Typ Scd? im Sternbild Pfau am Südsternhimmel. Sie ist schätzungsweise 244 Millionen Lichtjahre von der Milchstraße entfernt und hat einen Durchmesser von etwa 70.000 Lichtjahren.

Das Objekt wurde am 13. August 1901 von DeLisle Stewart.